# Diamesa bicornipes
Diamesa bicornipes är en tvåvingeart som beskrevs av Chaudhuri och Soumyendra Nath Ghosh 1981. Diamesa bicornipes ingår i släktet Diamesa och familjen fjädermyggor. Inga underarter finns listade i Catalogue of Life.